# Ricardinho Paraiba
Ricardo Ferreira da Silva (sinh ngày 31 tháng 12 năm 1986) thường gọi Ricardinho hay Ricardinho Paraiba, là một tiền đạo bóng đá người Brasil, thi đấu cho Santa Tecla ở Salvadoran Primera División.

## Danh hiệu
- Santa Tecla
  - Primera División (1): Clausura 2015